# Научно-исследовательский институт художественной промышленности
Нау́чно-иссле́довательский институ́т худо́жественной промы́шленности (НИИХП, до 1935 года — Институт художественной кустарной промышленности) основан в 1931 году на базе Кустарного музея дореволюционного времени в Москве. Специализировался на исследованиях народных промыслов. Располагался в Москве на улице Воровского.  Ликвидирован в 1998 году после распада СССР.
Собранные за время деятельности института предметы искусства переданы в коллекцию Музея народного искусства.

## История
Будущий институт был учреждён в 1931 году как художественный отдел в составе Научно-экспериментального института промысловой кооперации. В этом же году отдел переименовали в «Научно-экспериментальный кустарный институт». Постановлением Президиума Всесоюзного Совета промысловой кооперации от 20 марта 1932 года учреждение получило название «Институт художественной кустарной промышленности». Старшим научным консультантом института был профессор Московского университета и заведующий отделом графики Третьяковской галереи А. В. Бакушинский.
В 1935 году институт получил самостоятельный статус, с 1939 года носил название «Научно-исследовательский институт художественной промышленности». До 1960 года входил в структуру Роспромсовета, после чего административно подчинялся Министерству местной промышленности РСФСР.
После распада СССР в начале 1990-х годов институт был ликвидирован. Предметы искусства, собранные за время деятельности института, составили основу коллекции Музея народного искусства.

## Деятельность
Среди задач института выделялись следующие: изучение традиций народного декоративного искусства, оказание методической и творческой помощи народным художественным промыслам, организация выставок предметов народного искусства, а также его пропаганда в печати.
Учёные института организовывали экспедиции в регионы страны, ставшие источником информации о народных промыслах. Также из экспедиций привозили предметы народного искусства, впоследствии составившие основу коллекции Музея народного искусства. За период с 1933 по 1991 год сотрудниками НИИХП были проведены более 60 экспедиций.
К заслугам деятельности института относят возрождение и популяризацию многих художественных промыслов: русской лаковой миниатюры (палехская, мстёрская, холуйская), сложившейся в 1920—1930-х годах; казаковской филиграни, возникшей в 1930—1940-х годах; ростовской финифти; жостовской росписи; холмогорской резной кости и других.
При институте функционировали производственные лаборатории, занимавшиеся совершенствованием технологии выработки изделий. Научно-исследовательский сектор института отвечал за общее изучение художественных промыслов и определение перспектив их развития.
К концу 1930-х годов институт стал ведущим учреждением страны, осуществлявшим сбор и систематизацию теоретических и практических знаний об отечественных художественных промыслах.